# Hamelia papillosa
Hamelia papillosa là một loài thực vật có hoa thuộc họ coffee, Rubiaceae, là loài đặc hữu của Jamaica.